# Aureliana Croce
Aureliana Croce (Casalpusterlengo, 1949) è una dirigente sportiva ed ex calciatrice italiana, di ruolo attaccante.

## Caratteristiche tecniche
Giocava come centravanti, caratterizzandosi per la potenza fisica e il gioco grintoso.

## Carriera

### Club
Avviata al gioco del calcio dal padre Renzo, inizia l'attività ad alto livello nel 1970, con il Piacenza partecipante al campionato di Serie A. Resta nella società biancorossa per sette anni consecutivi, nonostante numerose richieste da altre società, e contribuisce da titolare alla conquista del primo ed unico scudetto nel 1971.
Nel 1977 torna a Casalpusterlengo per ragioni lavorative e familiari, proseguendo l'attività nelle serie minori con l'Aurora con cui arriva fino alla Serie B nel 1980. Terminata la carriera da calciatrice, rimane in seno alla società collaborando con varie mansioni dirigenziali.

### Nazionale
Debutta in azzurro nel 1973, in occasione della vittoria per 3-0 sulla Cecoslovacchia a Padova. Resta nel giro della Nazionale per due anni totalizzando 4 presenze.

## Palmarès

### Club
- Campionato italiano: 1

Piacenza: 1971